# Kopanina (Opole)
Pour les articles homonymes, voir Kopanina.
Kopanina est une localité polonaise de la gmina d’Ujazd, située dans le powiat de Strzelce en voïvodie d'Opole.